# Iwanowka (Burjatien, Kabanski)
Iwanowka (russisch Ивановка) ist eine Siedlung in der russischen Republik Burjatien. Der Ort gehört zur Landgemeinde Kljujewskoje im Kabanski rajon.

## Geographie
Iwanowka befindet sich einen Kilometer vom südöstlichen Ufer des Baikalsees rechts vom kleinen Fluss Bolschaja Iwanowka. Durch den Ort verläuft die Transsibirische Eisenbahn, deren nächste Bahnstation Kljujewka sich am östlichen Ortsrand befindet. Das zwei Kilometer entfernte Kljujewka ist auch der Gemeindesitz. Das Rajonzentrum Kabansk befindet sich 65 Kilometer nordöstlich. Einen Kilometer südlich von Iwanowka verläuft die Föderalstraße R258.

## Bevölkerungsentwicklung
| Jahr | Einwohner |
| ---- | --------- |
| 2002 | 43        |
| 2010 | 51        |

Anmerkung: Volkszählungsdaten